# ПРОРЫВ!
«Народно-демократическая партия „ПРОРЫ́В!“» — политическая партия в Приднестровской Молдавской Республике (до июня 2006 года — Международная молодёжная корпорация).

## История
Народно-демократическая партия «ПРОРЫВ!» создана в июне 2006 года на базе Международной молодёжной корпорации «ПРОРЫВ!». Центральным звеном идеологии партии являлось признание ПМР, продвижение идеи интеграции Приднестровья и России, борьба за сохранение российского присутствия в районе приднестровского конфликта.
Лидером партии являлся приднестровский социолог и экс-офицер спецслужб Дмитрий Соин. В разработке идеологических документов партии принимал участие российский аналитик Роман Коноплев.
Одним из лидеров партии являлся участник боевых действий в период вооруженного конфликта между Молдовой и Приднестровьем Александр Гореловский. Лидером молодежной организации ММК «ПРОРЫВ!» была Алёна Аршинова
Члены партии на современном политическом жаргоне именовались «прорывовцами». В ходе президентских выборов в декабре 2006 года партия поддержала кандидатуру бывшего президента ПМР Игоря Смирнова.
В апреле 2010 года партия заявила о переходе в оппозицию к действующей в Приднестровье власти с требованиями о модернизации и демократизации республики. В качестве ответной меры государственное ТВ Приднестровья осенью 2011 года выпустило серию документальных фильмов, обвинив партию и её лидеров в подготовке «оранжевой революции».
В ходе президентских выборов в Приднестровье в декабре 2011 года организация поддерживала собственного кандидата — Дмитрия Соина. Партия находилась в оппозиции к Игорю Смирнову, а позднее, после выборов, — к следующему президенту, Евгению Шевчуку. Против активистов партии властями были задействованы силовики, в партийной типографии, офисах партии и на квартирах активистов проходили обыски.
В ноябре 2012 года партия была ликвидирована решением Верховного Суда ПМР. В самой организации данное решение судебных органов оценили как политические преследования.